# نزدیک به هفت
«نزدیک به هفت» (به انگلیسی: Close to Seven) آلبومی از هنرمند اهل آلمان ساندرا کرتو است که در سال ۱۹۹۲ میلادی منتشر شد.